# 김민석 (바둑 기사)
김민석(金旻奭, 1996년 6월 18일 ~ )은 대한민국의 바둑 기사이다.

## 약력
서울 출신으로 이세돌 바둑도장에서 바둑을 배웠고, 2018년 1월 제141회 일반입단대회를 통해 입단했다. 2018년 제4회 바이링배 세계바둑선수권대회에 한국 대표로 참가했고 2019년 2단을 거쳐 2020년 3단으로 승단했다.